# Brúnó Straub

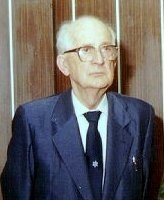
Brúnó Straub

Brúnó Ferenc Straub (* 5. Januar 1914 in Nagyvárad, Österreich-Ungarn; † 15. Februar 1996 in Budapest) war ein ungarischer Biochemiker, Politiker und Staatspräsident.

## Studium und Laufbahn als Biochemiker
Nach dem Studium der Biochemie an der Universität Szeged wurde er 1945 Professor an der Universität von Szeged. 1939 bis 1940 war er Mitarbeiter am Molteno-Institut der Universität Cambridge. 1949 wurde er Direktor des Biochemischen Instituts der Semmelweis-Universität. Zwischen 1960 und 1967 war Straub zusätzlich Leiter der Biologischen Abteilung der Akademie der Wissenschaften.
1962 wurde er zum Mitglied der Deutschen Akademie der Naturforscher Leopoldina gewählt.
Brúnó Straub war von 1967 bis 1973 sowie von 1985 bis 1988 Vizepräsident der Ungarischen Akademie der Wissenschaften. 1969 bis 1971 war er Mitglied der Internationalen Atomenergieorganisation (IAEO). 1971 wurde er zudem Direktor des neu gegründeten Biochemischen Untersuchungszentrum. 1979 erfolgte seine Ernennung zum Direktor des Institutes für Enzymologie.

## Politische Karriere
Nach dem Zweiten Weltkrieg wurde Straub Mitglied der kommunistischen Partei der Ungarischen Werktätigen (MDP), trat aber nach dem Volksaufstand im Oktober 1956 der danach gegründeten Ungarischen Sozialistischen Arbeiterpartei (MSZMP) nicht mehr bei.
1985 wurde Straub als Kandidat der Landesliste der MSZMP zum Abgeordneten der Nationalversammlung gewählt.
Am 29. Juni 1988 wurde Straub als Nachfolger von Károly Németh zum Vorsitzenden des Präsidialrates und damit zum letzten Präsidenten der Volksrepublik Ungarn gewählt. Straub erhielt die Nachricht von seiner Ernennung während einer Vortragsreise in den USA. Nach der Gründung der Republik Ungarn am 23. Oktober 1989 wurde er von Mátyás Szűrös abgelöst.
Anschließend zog er sich aus dem öffentlichen Leben zurück und nahm wegen seiner angegriffenen Gesundheit auch nicht mehr sein Amt als Professor auf.

## Wissenschaftliche Veröffentlichungen
- Isolation and properties of a flavoprotein from heart muscle tissue, in:  Biochemical Journal, Mai 1939, S. 787–792
- Crystalline lactic dehydrogenase from heart muscle, in:  Biochemical Journal, April 1940, S. 483–486
- „Biokémia“, Budapest 1949, 219 Seiten
- „Szerves kémia orvostanhallgatók számára“, Budapest 1969, 276 Seiten

## Auszeichnungen
- 1974 Ehrendoktor der Maria-Curie-Skłodowska-Universität in Lublin[2]
- 1981 Preis der Ungarischen Akademie der Wissenschaften